# Eva Jane
Eva Jane, echte naam: Eva-Jane Smeenk (23 oktober 1979) is een Nederlandse zangeres.
Eva-Jane Smeenk is de dochter van de Nederlandse zangeres Harriët Willems die in 1981 onder de artiestennaam Linda Williams deelnam aan het Eurovisiesongfestival in Dublin. Samen met haar moeder zong ze in het achtergrondkoor van de Belgische zangeres Vanessa Chinitor op het Eurovisiesongfestival 1999.
Eva Jane zingt in coverbands en was actief als achtergrondzangeres voor onder andere Boney M, Johnny Logan, The Gibson Brothers, Frans Bauer, K3, Boris Titulaer (Bo Saris) en Trijntje Oosterhuis. Van 2008 tot 2010 zong ze mee tijdens de optredens van Clouseau. Sinds juni 2013 had ze een relatie met Kris Wauters die stand hield tot oktober 2021.
In 2000 verscheen haar debuutalbum Queen of Bees en in 2008 behaalde ze haar eerste notering in de Nederlandse Top 40 met haar single Spinning Around.

## Discografie

### Albums
| Album met eventuele hitnotering(en) in de Nederlandse Album Top 100 | Datum van verschijnen | Datum van binnenkomst | Hoogste positie | Aantal weken | Opmerkingen |
| ------------------------------------------------------------------- | --------------------- | --------------------- | --------------- | ------------ | ----------- |
| Queen of Bees                                                       | 2000                  |                       |                 |              |             |

### Singles
| Single met eventuele hitnotering(en) in de Nederlandse Top 40 | Datum van verschijnen | Datum van binnenkomst | Hoogste positie | Aantal weken | Opmerkingen |
| ------------------------------------------------------------- | --------------------- | --------------------- | --------------- | ------------ | ----------- |
| Drinking Champagne Like It's Milk                             | 2000                  |                       |                 | -            | Maxi-single |
| Never To Never Again                                          | 2001                  |                       | tipparade       | -            |             |
| Spinning Around                                               | 2008                  | 26-04-2008            | 37              | 3            |             |